# 秦所式
秦所式 ，字懷生，陕西西安府三原县人。明朝政治人物。
萬曆四十年（1612年）壬子科舉人，崇禎四年（1631年）辛未科進士，五年授祥符县知县，多惠政，邑民图像立祠，六年丁母忧去职。九年起补山东朝城县知县，十年调諸城縣，绅士赋诗纪其绩。擢户部主事，历升河南巡抚，流寇猖獗，督师擒其渠魁刘超等械送京师，上赐杯段笏马。
孙子秦樹籍，康熙庚午科舉人。

## 引用
1. ↑  《崇祯四年辛未科进士三代履历》：秦所式，懷生，诗四房，戊戌十二月二十六日生。三原人，（壬子）乡五十，會三百五十六，三甲二百六十四名。吏部政，壬申授祥符知县，癸酉丁内艰，丙子补山东朝城知县，丁丑调諸城知县。曾祖堯。祖甫选，封文林郎。父拔民，同知。
2. ↑  《三原县志》